# Cykl pracy serca

Cykl pracy serca

Cykl pracy serca, cykl hemodynamiczny serca – działanie serca indukowane jest przez układ bodźcotwórczo-przewodzący, który pobudza kardiomiocyty do skurczu w odpowiedniej kolejności, wymuszając przepływ krwi.  Na układ ten wpływa impulsacja z układu autonomicznego, regulująca rytm serca i dostosowująca go do aktualnych potrzeb organizmu. 
Za początek cyklu pracy serca powszechnie przyjmuje się pauzę. W czasie pauzy przedsionki i komory serca są w stanie rozkurczu i krew pod wpływem różnicy ciśnień przelewa się z żył głównych i płucnych do przedsionków, a stamtąd do komór.
Następnie dochodzi do skurczu przedsionków, co zwiększa ciśnienie w przedsionkach i powoduje dopchnięcie jeszcze porcji krwi do komór. Objętość komór po skurczu przedsionków nazywa się objętością końcoworozkurczową, a ciśnienie panujące w komorach ciśnieniem późnorozkurczowym lub obciążeniem wstępnym. 
Ciśnienie w komorach wzrasta powyżej ciśnienia w przedsionkach i następuje zamknięcie zastawek, odpowiednio trójdzielnej po prawej i dwudzielnej po lewej stronie serca, i uderzenie krwi o zastawki od strony komór. Zamknięcie zastawek wywołuje efekt akustyczny w postaci pierwszego tonu serca. 
Następnie rozpoczyna się skurcz komór niepowodujący zmiany objętości krwi zawartej w komorach, czyli skurcz izowolumetryczny. W czasie tego skurczu narasta napięcie ścian komór serca, co powoduje wzrost ciśnienia w komorach. Gdy ciśnienie przekroczy ciśnienie odpowiednio w pniu płucnym i aorcie, następuje faza wyrzutu i pewna objętość krwi zostaje wypchnięta do pnia płucnego i aorty (jest to tzw. objętość wyrzutowa). Po fazie wyrzutu ciśnienie w komorach zaczyna spadać, powodując zamknięcie zastawek pnia płucnego i aortalnej i wywołując drugi ton serca. 
W komorach po wyrzucie pozostaje zawsze pewna ilość krwi (objętość końcowoskurczowa) – ciśnienie panujące wówczas w komorach nazywane jest ciśnieniem końcowoskurczowym. Rozpoczyna się rozkurcz komór. W początkowej fazie rozkurczu ciśnienie w komorach jest jeszcze wyższe niż w przedsionkach i zastawki przedsionkowo-komorowe są zamknięte – ta faza rozkurczu nazywana jest rozkurczem izowolumetrycznym. Gdy ciśnienie w komorach spadnie poniżej ciśnienia w przedsionkach, zastawki otwierają się i krew przelewa się z przedsionków do komór, po czym cały cykl powtarza się.

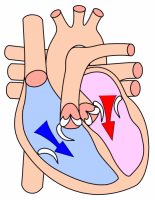
Skurcz przedsionków
Skurcz komór
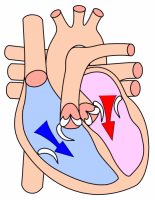
Rozkurcz serca

Przeczytaj ostrzeżenie dotyczące informacji medycznych i pokrewnych zamieszczonych w Wikipedii.